# Almuradiel
Almuradiel är en ort och kommun i provinsen Ciudad Real i den autonoma regionen Kastilien-La Mancha i centrala Spanien. Orten ligger cirka 64,5 kilometer sydost om Ciudad Real. Kommunen har 752 invånare (2024), på en yta av 66,16 km².